# Град филма
УНЕСКО-ов пројекат Град филма део је шире мреже креативних градова.
Једна од улога Унеска је да одржава листу места светске природне и културне баштине. Та места се сматрају важним природним или историјским местима или објектима чије очување је важно за целокупну светску заједницу.
Филм је једно од седам креативних области у Мрежи, остале: занати и народна уметност, дизајн, гастрономија, књижевност, медијска уметност и музика.

## Критеријуми за УНЕСКО градове филма
Да би били одобрени за град филма, градови морају да испуне низ критеријума које је поставио УНЕСКО.
Унеско проглашени градови филма имају сличне карактеристике:
- важна инфраструктура везана за биоскоп, нпр. филмски студији и филмски пејзажи/окружење
- сталне или доказане везе са производњом, дистрибуцијом и комерцијализацијом филмова
- искуство у организовању филмских фестивала, пројекција и других догађаја везаних за филм
- иницијативе за сарадњу на локалном, регионалном и међународном нивоу
- филмско наслеђе у облику архива, музеја, приватних колекција и/или филмских института
- филмске школе и центре за обуку
- напор у ширењу филмова произведених и/или режираних на локалном или националном нивоу
- иницијативе за подстицање размене знања о страним филмовима

## О градовима
Године 2009. Бредфорд је постао први филмски град — а Сиднеј му се придружио 2010.
Сиднеј је дом Fox Studios Australia, студија који је оживео трилогију Матрикс, Великог Гетсбија и Вулверина. „Нетакнуте плаже“ и „бујне планине“ у Сиднеју такође могу пружити позадину за снимање локације.
Бусан је домаћин годишњег Међународног филмског фестивала и "поставља стандарде" у свету филма.
Бристол је дом за Aardman Animations који је награђиван Оскаром  Такође је дом The Bottle Yard Studios и BBC Natural History Unit.
Бристол је „препун историје и карактера“, Јамагата је „пријатна, ужурбана сеоска престоница“.
Јамагата је сваке две године домаћин Међународног фестивала документарног филма .
Потсдам је дом Babelsberg Studio, највећег филмског студија у Немачкој. Такође је дом Филмског парка у Бабелсбергу и Филмског универзитета у Бабелсбергу.
Мумбај је дом хинди биоскопа.

## Градови филма
Постоји 21 филмски град који се простире на 18 земаља и четири континента.
14 је из Европе, четири из Азије, двоје из Океаније и један из Јужне Америке .
Пољска, Шпанија и Велика Британија су једине земље које имају два града чланице.
Градови филма су:
| Град        | Држава               | Година натписа |
| ----------- | -------------------- | -------------- |
| Битола      | Северна Македонија   | 2015           |
| Брадфорд    | Уједињено Краљевство | 2009           |
| Бристол     | Уједињено Краљевство | 2017.          |
| Бусан       | Јужна Кореја         | 2014           |
| Кан         | Француска            | 2021           |
| Клуж-Напока | Румунија             | 2021           |
| Голвеј      | Ирска                | 2014           |
| Гдиња       | Пољска               | 2021           |
| Лођ         | Пољска               | 2017.          |
| Мумбај      | Индија               | 2019.          |
| Потсдам     | Немачка              | 2019.          |
| Ђингдао     | Кина                 | 2017.          |
| Рим         | Италија              | 2015.          |
| Сантос      | Бразил               | 2015.          |
| Сарајево    | Босна и Херцеговина  | 2019.          |
| Софија      | Бугарска             | 2014.          |
| Сиднеј      | Аустралија           | 2010           |
| Тараса      | Шпанија<             | 2017.          |
| Ваљадолид   | Шпанија              | 2019.          |
| Велингтон   | Нови Зеланд          | 2019.          |
| Јамагата    | Јапан                | 2017           |